# Areguni (miejscowość)
Areguni – wieś w Armenii, w prowincji Gegharkunik. W 2011 roku liczyła 344 mieszkańców.